# Catargynnis pholoe
Catargynnis pholoe är en fjärilsart som beskrevs av Otto Staudinger 1888. Catargynnis pholoe ingår i släktet Catargynnis och familjen praktfjärilar. Inga underarter finns listade i Catalogue of Life.